# Daniël Otto Bagelaar
Daniël Otto Bagelaar (Eindhoven, 25 maart 1782 – Breda, 23 mei 1841) was een Nederlandse militair die aan beide zijden streed in de napoleontische oorlogen, en later belast werd met het toezicht op de opvoeding van erfprins Willem van Oranje, de latere koning Willem III der Nederlanden.

## Militaire loopbaan
Bagelaar was de zoon van Jan Otto Bagelaar en Maria Dorothea Arpeau, en een broer van de militair en kunstenaar Ernst. Hij trad in 1804 als vrijwilliger in dienst bij een bataljon van de infanterie. In 1809 streed hij, inmiddels bevorderd tot luitenant, aan de Franse zijde tijdens de veldtocht in Zeeland, die plaatsvond tijdens de Vijfde Coalitieoorlog. In 1812 nam hij deel aan de Veldtocht van Napoleon naar Rusland. Door Napoleon werd hij onderscheiden met het ridderkruis in het Legioen van Eer. In 1814 werd hij uit Franse dienst ontslagen. Meteen daarop nam hij als luitenant-kolonel dienst in het elfde bataljon infanterie nationale militie. Dit bataljon deed echter niet mee aan de Slag bij Waterloo en staat ook niet vermeld in de lijst van de 1e Divisie van luitenant-generaal John Andrew Stedman, die als reserve bij Halle stond opgesteld. Bagelaar maakte met dezelfde rang nog vóór de Slag bij Waterloo de overstap naar het 12e Linieregiment. Dit regiment met het kenmerkende blauwe uniform, donker grijze broek, witte bandeliers en zwarte shako's, was onderdeel van de 2e Brigade van generaal-majoor D'Aubremé in de 3e Divisie van luitenant-generaal Baron Chassé. Het 12e Linieregiment was een van de Nederlandse onderdelen die werden opgeroepen om succesvol op 16 juni 1815 bij de Slag bij Quatre Bras de veel grotere Franse troepenmacht onder Maarschalk Ney tegen te houden. Op 18 juni 1815 vocht het 12e Linieregiment onder commando van Bagelaar ook heel succesvol bij de Slag bij Waterloo. Op grond van deze inzet werd hij later gedecoreerd met de Militaire Willemsorde. Na de stichting van het Koninkrijk der Nederlanden bleef Bagelaar in militaire dienst. Als kolonel was hij commandant van een divisie die deelnam aan de Tiendaagse Veldtocht tijdens de strijd om de Belgische onafhankelijkheid. Hier raakte hij gewond toen een kogel zijn hoofd schampte. Op grond van zijn militaire verdiensten werd hij bevorderd tot generaal-majoor en kreeg hij het ridderkruis in de Orde van de Nederlandse Leeuw opgespeld.

## Opvoeding erfprins van Oranje
In 1834 werd hij door koning Willem I der Nederlanden eervol uit dienst ontslagen. Hem werd daarbij door de koning het toezicht op de opvoeding van de kinderen van de prins van Oranje opgedragen, als opvolger van Thierry Juste de Constant Rebecque de Villars. Sindsdien week hij zelden van de zijde van erfprins Willem en diens broer Alexander. Hij vergezelde de beide prinsen voortdurend, ook tijdens hun studies aan de Leidse Hogeschool. Bagelaar was er getuige van hoe prins Alexander, tijdens een novemberstorm in 1836, tegen het hoofd werd geraakt door een omvallende boom in het Haagse Bos en bekneld raakte. Samen met prins Willem en een paar toegesnelde mannen uit de buurt bevrijdde hij de bloedende en bewusteloze Alexander, die vervolgens naar het Paleis aan de Kneuterdijk werd gebracht. Bagelaars aanstelling als gouverneur eindigde toen prins Willem in 1838 meerderjarig werd.
In 1839 werd Bagelaar aangesteld als opperbevelhebber van de vesting Bergen op Zoom. Bij zijn eervol ontslag uit dienst werd hij door de koning bevorderd tot commandeur in de Orde van de Nederlandse Leeuw, terwijl de schoonvader van erfprins Willem, koning Willem I van Württemberg, hem benoemde tot ridder-grootkruis in de Frederiks-Orde.

## Dood
Na zijn pensionering vestigde de gewezen generaal-majoor zich in Breda. Daar kwam op merkwaardige wijze een einde aan zijn leven, toen hij in het bijzijn van zijn echtgenote, Margaretha Spoor, en enkele van zijn kinderen bij de Ginnikenpoort te Breda voorover uit zijn rijtuig viel en vrijwel meteen daarop overleed. Prins Willem, inmiddels zelf prins van Oranje, schreef aan zijn broer Alexander:
Een paar dagen geleden hoorde ik van de vreselijke dood van die arme generaal Bagelaar, en ik moet eerlijk zeggen dat het me veel verdriet heeft gedaan. Hij had een beter lot verdiend.
Bagelaar had vijf kinderen, van wie er vier hem overleefden.

## Onderscheidingen
- Ridders der derde klasse in de Militaire Willems-Orde op 17 augustus 1815[4]
- Orde van de Nederlandse Leeuw
  - Commandeur
  - Ridder
- Ridder in het Legioen van Eer[1]
- Ridder-grootkruis in de Frederiks-Orde op 30 november 1838[1]